# Jessica Ho
Jessica Chienyu Ho (født 5. januar 1997 i Pittsburgh) er en amerikansk professionel tennisspiller. Hun fik debut på ITF Women's Circuit i 2011, hvor hun også spiller double.